# Peter Dierich
Peter Dierich (* 2. Juni 1942 in Schluckenau) ist ein deutscher Mathematiker, Hochschullehrer und Politiker (DDR-CDU, ab 1990 CDU). Von 1990 bis 1994 war er Abgeordneter des Sächsischen Landtags.

## Leben
Peter Dierich besuchte 1948 bis 1960 die Grundschule und EOS in Großschönau und studierte 1962 bis 1968 Mathematik und Berufspädagogik an der TU Dresden. Ab 1968 war er an der TH Zittau im Fachbereich Mathematik tätig und dort seit 1972 wissenschaftlicher Oberassistent. 1976 erfolgte die Promotion zum Dr. oec. und 1988 die Habilitation. Dierich ist Professor für Mathematik und war zwischen 1992 und 2000 Rektor der Hochschule Zittau/Görlitz.
Er ist verheiratet, hat 2 Kinder und 5 Enkel.

## Politik
Peter Dierich trat 1969 der Blockpartei CDU bei. Von 1977 bis 1990 war er Kreistagsabgeordneter. Nach der Wende wurde er im Februar 1990 Mitglied des Kreisvorstands der CDU in Zittau. Bei den ersten freien Volkskammerwahl im März 1990 wurde er in die Volkskammer gewählt. Bei den Landtagswahlen in Sachsen im Oktober 1990 wurde er für den Wahlkreis 31 (Zittau 1) mit 53,1 % der Stimmen in den Landtag gewählt. Im Landtag war Peter Dierich Mitglied im Präsidium, im Geschäftsordnungsausschuss, Umweltausschuss und Ausschuss für Wissenschaft und Hochschulen. Nach der ersten Legislaturperiode schied er 1994 aus dem Landesparlament aus.

## Kontroversen
Am 14. Mai 2020 veröffentlichte sächsische.de – das Onlineformat der Sächsischen Zeitung – ein Interview mit Dierich, in welcher er öffentlich Stellung zu den vorangegangenen Maßnahmen zur Eindämmung der Corona-Pandemie bezog. „Der Shutdown [in der ersten Jahreshälfte 2020] war ein nicht entschuldbarer Fehler“ resümiert Dierich im Rahmen des Interviews. Seinen Standpunkt leitete er aus einer statistischen Analyse ab. Zu diesem Interview publizierte Prof. Dr. Neukamm, Prof. Dr. Thom und Prof. Dr. Voigt am 7. Juni 2020 im Namen der Fakultät Mathematik der Technischen Universität Dresden eine Replik, in der sie fälschliche Annahmen und methodische Verfehlungen Dierichs identifizieren und nicht wissenschaftliche Standards kritisieren.
Im Sommer 2022 gab es eine Demo, in der Studierende einen Dialog zur Umbenennung des Peter-Dierich-Haus Z IV fordern.
Dierich hat seine Auffassungen zur Corona-Politik in inzwischen 100 Fakten-Sammlungen dargelegt und dabei umfangreiche Statistiken aufgearbeitet und kommentiert.

## Ehrungen
Am 13. Oktober 2009 erhielt er aus Anlass „20 Jahre Friedliche Revolution“ den Sächsischen Verdienstorden verliehen.